# Thornton-le-Moor
Thornton-le-Moor est un village et une paroisse civile du Yorkshire du Nord, en Angleterre.